# حيوان إصبعي

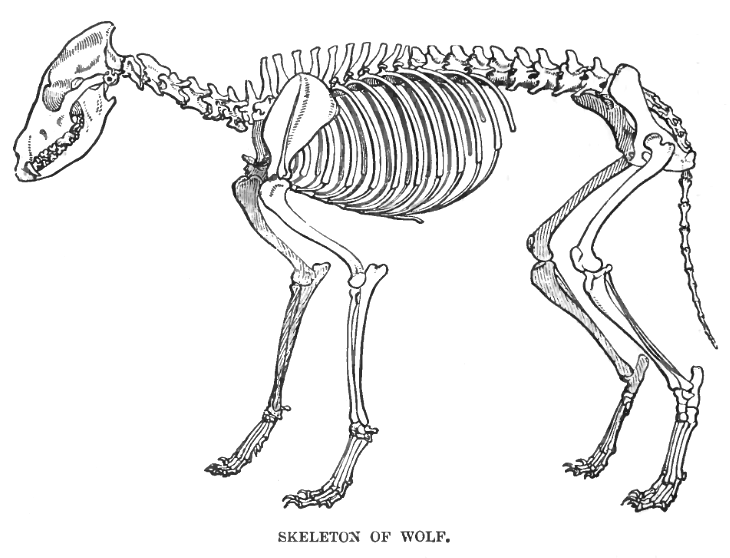

الحيوان الإصبعي هو الحيوان الذي يسير على أصابعه أو أصابع قدمه مثل الطيور والكلبيات كالكلاب والذئاب والثعالب وبعض السنوريات كالقطط والأسود على عكس البشر والدببة التي تعدّ أخمصية السير أو ذوات الحافر كالخيول وغيرها.
يسير الحيوان الإصبعي على سلامياته الوسطى والطرفية وتتميز الإصبعيات بأن عظام الكاحل والرسغ طويلة نسبيا وأطول من مثيلتها لدى الأخمصيات وهكذا تساعدها في عملية السير